# موزه علم و صنعت شیکاگو
موزه علم و صنعت شیکاگو (انگلیسی: Museum of Science and Industry) در شیکاگو، ایلینوی در همسایگی جکسون پارک بین دریاچه میشیگان و دانشگاه شیکاگو واقع شده‌است.
مکان این موزه محل کاخ سابق هنرهای زیبا؛ نمایشگاه جهانی کلمبیا در سال ۱۸۹۳ بوده‌است. این موزه در ابتدا توسط جولیوس روزنوالد تأسیس شد و سپس توسط باشگاه تجاری شیکاگو مورد حمایت قرار گرفت و در سال ۱۹۳۳ افتتاح شد.
در میان نمایشگاه‌های این موزه، یک مدل معدن ذغال سنگ در اندازهٔ متعارف، زیردریایی آلمانی یو-۵۰۵ (U-505)؛ به دام افتاده در جنگ جهانی دوم، یک مدل راه‌آهن در مساحت ۳۳۰ متر مربع (۳۵۰۰ فوت)، مدل واحد فرماندهی آپولو ۸ و نخستین قطار مسافربری دیزلیِ کم اصطکاک (استنلس استیل) وجود دارد.